# Gatestone Institute
Gatestone Institute (anciennement Hudson New York) ou Gatestone est le nom d'un groupe de pression et groupe de réflexion conservateur créé à New York en 2008 par l'activiste politique et mécène humanitaire Nina Rosenwald (héritière de la fortune de Sears Roebuck) qui sera la première présidente du « Gatestone » (terme pouvant évoquer en anglais une « porte de pierre » tout comme une muraille).
Gatestone s'auto-présente de manière neutre et floue comme « Conseil politique international et groupe de réflexion ». Mais divers analystes vont rapidement le classer parmi les auteurs et propagateurs de fausses nouvelles et de discours de haine.
John R. Bolton (ancien Ambassadeur des États-Unis aux Nations unies et ancien conseiller à la sécurité nationale du président Donald Trump), en a été le président de 2013 à mars 2018, remplacé par Amir Taheri, Gatestone s'est fait connaitre pour et par ses opinions et publications anti-musulmans,,,,. Cette organisation a publié un flux constant de contenus visant à attiser la peur d'une prise de contrôle « musulmane » de l'Europe et de l'Amérique du Nord, avec comme thème presque récurrent l'affirmation qu'une augmentation de la migration (supposée toujours musulmane) vers l'Europe conduira à « l'islamisation » du continent, de même pour les États-Unis. La Chine est aussi dans le viseur de Gatestone selon qui (en avril 2021), elle « appelle à une Guerre de Civilisation contre l'Amérique et l'Occident (...) fondamentalement, Pékin... propose une vision racialisée du monde et tente de former une coalition mondiale anti-blanche... ». Selon Giulio Meotti 515 mars 2021) sur la version française de Gatestone en 2020 : « Aujourd'hui, nous en savons plus sur la cruauté de la Chine, notamment sur le meurtre de masse par virus de Wuhan interposé que le parti communiste chinois a imposé au monde.... plus de 2,5 millions de personnes en sont mortes (...)Aujourd'hui, la cruauté de la Chine est parfaitement établie y compris le meurtre de masse commis à l'aide du virus de Wuhan ».
Les messages de Gatestone ont fréquemment été relayés par des politiciens d'extrême droite pour justifier leurs opinions et/ou politiques anti-musulmanes.
Gatestone s'est décliné en sous-groupes dans diverses partie du monde, attirant l'attention, partout où il est présent par le fait qu'il a publié de fausses informations ou des articles partiellement faux, mais souvent rapidement et largement partagés sur les réseaux sociaux, avant qu'ils aient eu le temps d'être débunkés,,,,.

## Histoire
En 2008, le Gatestone a été créé sous la forme d'un institut par une militante politique (Nina Rosenwald).
Durant ses 4 premières années (2008 à 2012), l'institut a fonctionné sous le nom Hudson Institute New York en tant que succursale new-yorkaise du groupe conservateur Hudson Institute, succursale reprise en main et dirigée par Rosenwald. Après que les attentats du 11 septembre aient choqué le pays, certains élus font du thème du musulman et de l'islamisme un argument électoral
Le 1er janvier 2013, cette succursale a été rebaptisée Stonegate Institute,

## Gouvernance
L'Institut Gatestone est initialement présidé par sa fondatrice Nina Rosenwald, assisté de Naomi H. Perlman (comme vice-présidente).
John R. Bolton (ex-ambassadeur des États-Unis auprès des Nations-Unies, a présidé Gatestone de 2013 à 2018, lorsqu'il a démissionné de son poste d'ambassadeur pour devenir conseiller à la sécurité nationale du président Donald Trump,. Bolton a été payé au moins 310 000 $ par l'organisation.
En avril 2017, Rebekah Mercer est entrée dans le conseil d'administration de Gatestone. Le journaliste Eli Clifton s'en rend compte et tente alors d'en savoir plus sur son rôle dans l'organisation, mais Gatestone supprime toutes les informations la concernant de son site Web.

Il a été révélé plus tard que la Fondation de la famille Mercer (qui a largement financé la campagne de Trump à l'Élection présidentielle américaine de 2016, mais aussi outre-Atlantique la campagne pro-Brexit) a donné 150 000 $ à Gatestone en 2014 et 2015,,.
À la même époque, l'Institut Gatestone cherche aussi à développer son influence en Europe, créant une branche « Gatestone Europe », confiée à Amir Taheri.

## Financements
En 2016 (année de l'élection de Trump et du vote du Brexit), Gatestone a réalisé un chiffre d'affaires de 2,3 millions de dollars.
L'origine des fonds du Gatestone n'est pas entièrement connue, mais deux importants financeurs en sont au moins :

### Nina Rosenwald
Nina Rosenwald dernière est fondatrice et héritière de la fortune de Sears Holdings Corporation (3e groupe de distribution aux États-Unis, derrière Wal-Mart et Home Depot). Ayant siégé au conseil d'administration de nombreuses organisations pro-israéliennes (ex. : Washington Institute for Near East Policy (WINEP) ; American Israel Public Affairs Committee (AIPAC) ; Hudson Institute et ancienne vice-présidente de l'Institut juif pour les affaires de sécurité nationale. (JINSA), elle a reçu en 2003 le prix Louis Brandeis, de l'Organisation sioniste d'Amérique pour son plaidoyer pro-Israël. 
Elle a créé une fondation familiale (William Rosenwald Family Fund) via laquelle, selon un rapport (de 2011) du Center for American Progress elle a en 10 ans (de 2001 à 2011), fait don de plus de 2,8 millions de dollars à « des organisations attisant les flammes de l'islamophobie ».

### Rebekah Mercer
Rebekah Mercer est apparue sur la liste des membres du conseil d'administration de Gatestone en 2017. l'Institut Gatestone a très vite effacé son site Web de toute mention des noms de son conseil d'administration après que LobeLog l'ait contacté le 11 avril afin d'obtenir des commentaires (une version des archives du Web, datée du 9 avril montre bien le nom de Mercer, absent d'une capture d'écran archivée le 25 mars. Rebekah Mercer y serait donc arrivée entre le 25 mars et le 9 avril 2017. 
Les 2 années précédentes (de 2014 à 2016) la fondation de la famille Mercer avait déjà versé 250000 $ à Gatestone. 
Le Center for American Progress a identifié ce fonds familial comme l'un des sept principaux bailleurs de fonds connus de l'islamophobisme,. Rebekah est connue, de même que son père Robert, pour ses soutien à des hommes politiques très conservateurs, et à des organismes et mouvements de la droite conservatrice, anglaises et européennes ; elle est héritière et gestionnaire (via la Mercer Family Foundation) d'une grande partie de la fortune de l'ancien informaticien américain pionnier en intelligence artificielle, gestionnaire de fonds spéculatifs américain (ancien co-PDG de la société de fonds spéculatifs Renaissance Technologies),, devenu milliardaire, Robert Mercer, proche de Steve Bannon et fervent soutien de D. Trump. Robert Mercer s'est aussi fait connaitre comme étant à l'origine (et principal investisseur) de Cambridge Analytica et de son entreprise-sœur canadienne AggregateIQ à l'origine du scandale Facebook-Cambridge Analytica/Aggregate IQ/Groupe SCL qui a probablement faussé les résultats des dizaines d'élections, dont celles qui ont conduit à la présidence de Donald Trump et au vote du Brexit Rebecca Mercer a donné 150 000 $ à Gatestone en 2014 et 2015.

## Islamophobie instrumentalisée à des fins politiques
Cette section ne respecte pas la neutralité de point de vue.
Dans les deux cas cités ci-dessus, avec le soutien de Gatestone notamment, la peur de l'immigration et des immigrants a été l'un des thèmes de campagne les plus construits, entretenus, instrumentalisme et mis en avant par les campagnes messages ciblés sur les réseaux sociaux par les campagnes de D. Trump (avec le mur de Trump construit entre le Mexique et les États-Unis notamment), et par les campagnes pro-Brexit qui ont été construites et/ou soutenues d'une part par la famille Mercer, et d'autre part par le millionnaire anglais Arron Banks (et ses partenaires Andy Wigmore et Nigel Farage côté UKIP notamment).
Dans ces deux cas, les conseils de Gerry Gunster (stratège politique américain spécialiste du sondage électoral, de la manipulation du public et des référendums, qui sera embauché par la campagne Leave.EU) ont été requis et suivis ; et dans les deux cas des messages (parfois haineux et appuyés sur des images ou vidéo truquées), ont été rédigés et distribués de manière très ciblée, en fonction des profils psychologiques des destinataires - pour la première fois dans l'histoire de l'humanité - avec le soutien d'une intelligence artificielle et en exploitant le big data des données personnelles (dont volées dans environ 87 millions de comptes Facebook),.
- dans le premier cas (élection de D. Trump), cette intelligence artificielle (IA) était fournie par la « plate forme Ripon », découverte presque par hasard car mal cachée sur le Net. Ripon a été utilisé pour faire élire D. Trump ;
- dans le second cas (Brexit), « Ripon » a été utilisé pour le compte de Vote Leave (parti officiel britannique du camp des pro-Brexit) pour faire gagner le camp du Brexit. Mais Ripon et les méthodes de Cambridge Analytica ont aussi, de leur propre aveux, inspiré les « mauvais garçons du Brexit » (le parti officieux des pro-Brexit : organisés autour de Leave.EU et de l'UKIP, notamment)[30],[31]. Leave.EU a ainsi après-coup avoué avoir utilisé une plate forme intelligente et exploitant des données individuelles, inspirée par les méthodes du Groupe SCL et de Cambridge Analytica qui leur avaient été présentées, ainsi qu'à l'UKIP, mais installée à Bristol, dans les locaux d'Eldon Insurance[32] (pour rappel Eldon Insurance est un groupe d'assurance basé dans un paradis fiscal (Gibraltar) et appartenant à Arron Banks). Selon Aaron Banks et Wigmore interrogés par une commission d'enquête parlementaire, si ces derniers ont aussi eu des contacts de travail avec Cambridge Analytica (contacts qu'ils ont d'abord nié devant la commission parlementaire) leur plate-forme s'en est inspirée et aurait dû après les élections déboucher sur la création d'une entreprise anglo-américaine baptisée « Big Data Dolphins »[33], dont les statuts ont été déposés le 16 décembre 2016, sous 2 libellés de raison sociale : 62012 - Business and domestic software development ; et 63110 - Data processing, hosting and related activities)[34], détenue par « Deep DD limited » à 91%, mais la société s'est finalement auto-dissoute le 29 septembre 2020[34].

## Statut juridique
En 2013, sur son nouveau site internet, le Stonegate Institute se présente comme  « Organisation politique à but non lucratif et non partisane enregistrée 501c (3), destinée à la recherche et à l'analyse innovantes qui promeuvent la sécurité mondiale, la prospérité et la liberté dans le domaine des droits de l'homme, de la défense, des relations internationales, de l'économie, de la culture, de la science et de la technologie et la loi ».

## Site Web
Il est axé sur la politique étrangère, et notamment celle d'Israël, des pays d'occident, sur le terrorisme islamique et le Moyen-Orient.

## Auteurs et collaborateurs recrutés par Gatestone
Les auteurs de Gatestone incluent Nonie Darwish, Alan Dershowitz, Raymond Ibrahim, Denis MacEoin, Daniel Pipes, Raheel Raza, Khaled Abu Toameh, Geert Wilders, Janusz Wójcik, Bat Ye'or, Josef Zbořil et Dexter Van Zile.
Ils incluent des journalistes boursiers (Bourse Shillman) et des écrivains du David Horowitz Freedom Center (ex. : David Greenfield et Raymond Ibrahim), Freedom Center qui réutilise aussi des articles de Gatestone dans journal en ligne (Frontpage Magazine).
Certains auteurs de Gatestone, dont Geert Wilders, sont aussi publiés par des médias russes considérés comme vecteurs officiels de la propagande politique gouvernementale russe (Sputnik News et RT notamment).

## Contenus éditoriaux

### Préjugé anti-musulman
En janvier 2013, à l'ocation de son changement de nom, le site internet précisait (17) « Les opinions exprimées ne sont pas nécessairement celles partagées par ceux de l'institut, mais reflètent une variété de points de vue qui peuvent être controversés et parfois provocants ».
L'Institut Gatestone a été fréquemment décrit comme anti-musulman (voir note de bas de page relative à ce sujet) et comme publiant régulièrement de faux rapports pour créer, entretenir et attiser les craintes anti-musulmanes, dont en publiant de fausses informations sur les musulmans et leur religion, l'islam,.
Gatestone évoque fréquemment une "prise de contrôle djihadiste" et une "islamisation" imminentes ou en cours de l'Europe (ou d'autres parties du monde), conduisant à une Théorie du complot du génocide blanc (vision dystopique de la "grande mort blanche"). Les auteurs de Gatestone s'intéressent particulièrement au Royaume-Uni, à l'Allemagne et à la Suède et critiquent fréquemment des dirigeants tels que Macron et Merkel.
Gatestone a publié les écrits de Geert Wilders et a organisé pour lui (en 2012) une conférence et un voyage (tous frais payés) aux États-Unis en 2016. Gatestone a été critiqué pour s'être affilié à Wilders, qui dit qu'il « déteste l'islam »,,.
Selon Alina Polyakova, membre de la Brookings Institution et experte dans l'étude des mécanismes du populisme d'extrême droite, le contenu de Gatestone « est clairement anti-immigrant" et "anti-musulman ».
J. Dana Stuster (analyste politique au du National Security Network) écrivant dans The Hill, a critiqué Gatestone pour sa vision "paranoïaque" du monde, par exemple quand il assimile l'immigration en Europe à un « un jihad civilisationnel » et à une « invasion musulmane ». Des articles de Gatestone ont aussi affirmé que les migrants et les réfugiés musulmans étaient des sources « maladies hautement infectieuses » pour l'Allemagne.
Le Conseil des relations américano-islamiques a accusé Nina Rosenwald (Présidente-fondatrice de Gatestone) de parti pris anti-musulman.
Des écrivains supposés musulmans de l'Institut Gatestone ont défendu l'organisation et Rosenwald contre les allégations du CAIR Zuhdi Jasser, fondateur et président du Forum islamique américain pour la démocratie (organisme également anti-musulman)  a déclaré: "Cela va sans dire, mais pour ceux qui ne connaissent peut-être pas Nina et l'ayant connue depuis de nombreuses années, il est clair pour moi qu'elle a le plus haut niveau respect pour les musulmans qui aiment leur foi, aiment Dieu et prennent au sérieux notre responsabilité islamique de vaincre le jihad mondial et son inspiration islamiste. "  Alan Dershowitz, avocat et universitaire libertaire de droite contributueur de Gatestone, a aussi défendu l'organisation contre des accusations de partialité anti-musulmane.

### Fausses nouvelles, rapports inexacts, désinformation...
De multiples mensonges anti-immigrés et anti-musulmans, viraux sur les réseaux sociaux, proviennent de Gatestone,,,.
En 2018, dans un article de NBC News Alina Polyakova (de la Brookings Institution), a décrit Gatestone comme « diffusant un contenu clairement anti-immigrant, anti-musulman et faisant écho à une partie de la propagande de désinformation » diffusée par les trolls Internet et sur des médias sociaux.".
En 2011 et 2012, Gatestone a publié des articles affirmant faussement qu'existaient en Europe des « zones interdites » (« interdites aux non-musulmans ») et/ou des « micro-États gouvernés par la charia".
Ces affirmations selon laquelle certaines zones des villes européennes sont anarchiques et interdites à la police locale ou régies par la charia sont fausses,,, créées par Gatestone, mais elles ont été reprises par de nombreux médias, blogs, ou individus sur les réseaux sociaux, dont par exemple par  FrontPageMag, par des politiciens membres (ou proches) du parti allemand d'extrême droite Alternative for Germany (AfD) et même, brièvement, par le Washington Times ou aux États-Unis (par exemple en 2015, par le gouverneur républicain de l'époque, Bobby Jindal, de Louisiane, qui a cité ces fausses affirmations.

L'invention de ces « zones interdites » serait le fait de Daniel Pipes (qui a ensuite rétracté ses affirmations).
En 2015, Gatestone a financé une annonce pleine page dans le New York Times, appelant les musulmans à « condamner la violence mondiale », avec donc un présupposé qui était que entendre que l'islam était l'explication de la violence mondiale. Cette page de propagande a été condamnée pour mettre en avant un récit biaisé, négligeant le fait que les musulmans condamnent le terrorisme, et qu'ils ne devraient pas avoir à le faire. Cette "publicité pleine page", a été signée par d'autres groupes dits "de réflexion" en « contre-extrémisme », dont le groupe britannique Quilliam.
En 2016, Gatestone a publié (le 18 novembre) un article affirmant faussement que la presse britannique avait reçu l'ordre d'éviter de dénoncer l'identité musulmane des terroristes par l'Union européenne. Snopes a souligné que le rapport évoqué comme source ne contenait qu'une "recommandation" (et non un ordre) et qu'il avait été publié par le Conseil de l'Europe (qui réunit les ministres des États-membres) et non par l'Union européenne Gatestone a par la suite corrigé l'article et s'est excusé pour cette « erreur » avant de le supprimer entièrement de son site Web.
En 2017, Gatestone a faussement affirmé que 500 églises avaient fermé à Londres, pendant que 423 nouvelles mosquées s'y étaient ouvertes (entre 2001 et 2017), en déduisant que Londres était "islamisée" et se transformait en "Londonistan",. Selon Snopes, Gatestone a utilisé des recherches de mauvaise qualité et choisies pour leurs biais. Par exemple, Gatestone n'a compté que les églises qui ont fermé (en omettant de compter celles qui se sont ouvertes, or les données pour la seule période 2005-2012 montrent que 700 nouvelles églises se sont ouvertes à Londres).
En 2017, Gatestone a publié un article intitulé « Les musulmans disent à l'Europe : un jour, tout sera à nous », l'article affirmant que les musulmans avaient un taux élevé de fécondité. Cependant, aucun musulman n'a affirmé la pseudo-citation utilisée dans le titre : elle provient d'un évêque catholique français qui a affirmé que c'était quelque chose que des musulmans lui avaient dit. L'article à l'entête trompeuse a été largement diffusé sur Facebook et ses affirmations ont été répétées par d'autres sites Web conservateurs.
Gatestone a aussi publié de fausses nouvelles lors de l'élection fédérale allemande de 2017. Un article de Gatestone, partagé des milliers de fois sur les réseaux sociaux, y compris par de hauts responsables politiques d'extrême droite allemands, affirmait que des logements vacants étaient saisis en Allemagne pour fournir des solutions de logement à « des centaines de milliers de migrants d'Afrique, d'Asie et du Moyen-Orient » Le vérificateur de faits allemand Correctiv.org a trouvé que c'était faux ; une seule maison a été placée sous tutelle temporaire, et dans un contexte sans rapport avec les réfugiés.
Gatestone a également posté un article du Daily Mail qui, selon Buzzfeed News, était basé sur « des données de criminalité grossières et mal caractérisées" sur la criminalité chez les réfugiés en Allemagne ».

## Responsabilités dans la propagation d'undiscours de haine
Le service de presse du site libéral AlterNet (lauréat d'un prix Webby), a estimé que Gatestone est « une plaque tournante pour les idéologues anti-musulmans », notamment utilisée par le politicien néerlandais Geert Wilders, l'écrivain anti-musulman Robert Spencer, Sebastian Gorka (ex-assistant adjoint de Donald Trump) et le norvégien Fjordman. Nota: les crimes du meurtrier de masse norvégien d'extrême droite Anders Breivik ont d'abord été attribués par des experts de droite et les blogueurs se présentant comme experts en terrorisme comme étant l'œuvre d'Al-Qaïda ou d'un terroriste islamique. Mais les notes précises laissées par l'attaquant ont montré qu'il était au contraire inspiré par les blogueurs de droite « anti-djihad ». Fjordman dans son manifeste cite Fjordman, mais aussi de nombreux autres écrivains de Gatestone qui ont agité le spectre d'une « islamisation de l'Europe » voire d'un Califat européen.

### Utilisation de vidéos
En 2016, Gatestone s'allie à une entreprise canadienne de média « ayant une histoire de sectarisme et d'antisémitisme » : The Rebel. Ensemble, ils publient 12 vidéos mettant en scène Daniel Pipes (fondateur du Middle East Forum et "considéré comme « expert en désinformation")  et Geert Wilders, qui y promeuvent « des thèmes d'extrême droite paranoïaques et apocalyptiques diffamant les musulmans et les réfugiés ». En 2017, le journal The Independent révèle que Gatestone est alors l'une des deux « fondations de droite américaines » à avoir parrainé les voyages de Wilders en Amérique.